# Нагант (Массачусетс)
Нагант (англ. Nahant) — місто (англ. town) в США, в окрузі Ессекс штату Массачусетс. Населення — 3334 особи (2020).

## Демографія
Згідно з переписом 2010 року, у місті мешкало 3410 осіб у 1540 домогосподарствах у складі 921 родини. Було 1677 помешкань
Расовий склад населення:
| - 96,5 % — білих - 1,7 % — азіатів - 0,5 % — чорних або афроамериканців - 0,1 % — корінних американців |

До двох чи більше рас належало 0,7 %. Частка іспаномовних становила 1,5 % від усіх жителів.
За віковим діапазоном населення розподілялося таким чином: 16,3 % — особи молодші 18 років, 62,3 % — особи у віці 18—64 років, 21,4 % — особи у віці 65 років та старші. Медіана віку мешканця становила 50,6 року. На 100 осіб жіночої статі у місті припадало 92,4 чоловіків;  на 100 жінок у віці від 18 років та старших — 89,0 чоловіків також старших 18 років.
Середній дохід на одне домашнє господарство  становив 124 754 долари США (медіана — 81 384), а середній дохід на одну сім'ю — 165 386 доларів (медіана — 130 787). Медіана доходів становила 91 071 долар для чоловіків та 59 167 доларів для жінок. За межею бідності перебувало 4,8 % осіб, у тому числі 2,4 % дітей у віці до 18 років та 10,6 % осіб у віці 65 років та старших.
Цивільне працевлаштоване населення становило 1998 осіб. Основні галузі зайнятості: освіта, охорона здоров'я та соціальна допомога — 37,2 %, науковці, спеціалісти, менеджери — 11,5 %, мистецтво, розваги та відпочинок — 8,9 %, фінанси, страхування та нерухомість — 8,8 %.